# Linter
Linter, en français parfois Linte, est une commune néerlandophone de Belgique située en Région flamande dans la province du Brabant flamand.

## Sections de commune
| # | Nom                 | Superf. (km²). | Habitants (2020). | Habitants par km² | Code INS |
| - | ------------------- | -------------- | ----------------- | ----------------- | -------- |
| 1 | Drieslinter         | 6,51           | 1.535             | 236               | 24113A   |
| 2 | Melkwezer           | 4,49           | 443               | 99                | 24113D   |
| 3 | Neerhespen          | 3,97           | 358               | 90                | 24113E   |
| 4 | Neerlinter          | 6,29           | 1.585             | 252               | 24113B   |
| 5 | Orsmaal-Gussenhoven | 5,46           | 938               | 172               | 24113C   |
| 6 | Overhespen          | 2,51           | 591               | 235               | 24113F   |
| 7 | Wommersom           | 7,65           | 1.814             | 237               | 24113G   |

## Héraldique
|  | La commune possède des armoiries qui lui ont été octroyées le 18 décembre 1990. Neerhespen étant la seule commune de toutes les communes qui ont fusionné en 1971 et 1977 à utiliser des armoiries , ces armoiries ont été conservées pour la nouvelle commune. Les armoiries de Neerhespen lui avaient été octroyées le 24 mai 1960. Ce sont celles de la famille Stappers. Les bottes sont un élément meuble, car stappen en néerlandais signifie marcher en français. Pieter Stappers acheta les manoirs de Meensel, Neerhespen, Overhespen et Gussenhoven (nl) en 1750. La famille fut les derniers seigneurs du manoir jusqu'au début du XIXe siècle. Blasonnement : Écartelé; en 1 et 4 d'argent au lion de gueules couronné d'or; en 2 et 3 d'azur à la jambière d'argent. - Délibération communale : 26 février 1990 et 29 octobre 1990 - Arrêté de l'exécutif de la communauté : 8 juin 1979 - Moniteur belge : 25 septembre 1991 Source du blasonnement : Heraldy of the World. |

|  | Blason complet Blasonnement : Écartelé; en 1 et 4 d'argent au lion de gueules couronné d'or; en 2 et 3 d'azur à la jambière d'argent, éperons de même couleur, placés au pôle. Le bouclier surmonté d'un casque en argent, couronné, en treillis, d'un collier et bordé d'or, doublé et suturé de gorge, avec des couvertures d'argent et d'azur. (Traduction libre) |

## Démographie

### Démographie: Commune fusionée
Graphe de l'évolution de la population de la commune (la commune de Linter étant née de la fusion des anciennes communes de Drieslinter, de Melkwezer, de Neerhespen, de Neerlinter, de Orsmaal-Gussenhoven, de Overhespen et de Wommersom, les données ci-après intègrent les sept communes dans les données avant 1977).
Les chiffres des années 1831 à 1970 tiennent compte des chiffres des anciennes communes fusionnées.
- Source: DGS , de 1831 à 1981=recensements population; à partir de 1990 = nombre d'habitants chaque 1 janvier[3]

## Site externe
- (nl) Site de la commune